# Нинбител
Нинбител (њем. Nienbüttel) општина је у њемачкој савезној држави Шлезвиг-Холштајн. Једно је од 112 општинских средишта округа Штајнбург. Према процјени из 2010. у општини је живјело 152 становника. Посједује регионалну шифру (AGS) 1061076.

## Географски и демографски подаци
Нинбител се налази у савезној држави Шлезвиг-Холштајн у округу Штајнбург. Општина се налази на надморској висини од 38 метара. Површина општине износи 4,2 km². У самом мјесту је, према процјени из 2010. године, живјело 152 становника. Просјечна густина становништва износи 37 становника/km².

## Међународна сарадња
| Мјесто | Држава  | Врста сарадње | Од    |
| ------ | ------- | ------------- | ----- |
| Вакен  | Белгија | контакт       | 2000. |
| Извор  |         |               |       |